# Push the Limits
Push the Limits е вторият сингъл от четвъртия студиен албум „The Screen Behind the Mirror“ на немската ню ейдж/електронна група Енигма. Песента е издадена на 17 април 2000 от Virgin Records/EMI. Това е първата от единствените две песни издадени от този албум.

## Песни
- Сингъл с 2 песни:

1. ATB Mix – 8:30
2. Album Version – 6:25

- Сингъл с 2 песни:

1. Radio Edit – 3:54
2. ATB Radio Remix – 3:35

- Сингъл с 3 песни:

1. Radio Edit
2. ATB Radio Remix
3. ATB Remix

- Сингъл с 4 песни:

1. Radio Edit
2. ATB Remix
3. Album Version
4. ATB Radio Remix
5. "Multimedia: The Video" (в някои версии)